# كارولينا نجا
كارولينا إيليشبيتا نجا (بالبولندية: Karolina Elżbieta Naja)‏ هي كاياكيرة بولندية، ولدت في 5 فبراير 1990 في تيتشي في بولندا.

## وصلات خارجية
- كارولينا نجا على موقع الاتحاد الدولي للكانو (الإنجليزية)
- كارولينا نجا على موقع اللجنة الأولمبية الدولية (الإنجليزية)
- كارولينا نجا على موقع أوليمبيديا (الإنجليزية)
- كارولينا نجا على موقع اللجنة الأولمبية البولندية (مؤرشف) (البولندية)